# Галянико
Галя̀нико (на италиански: Gaglianico; на пиемонтски: Gajanìn, Гаянин) е малко градче и община в Северна Италия, провинция Биела, регион Пиемонт. Разположено е на
353 m надморска височина. Населението на общината е 3931 души (към 2010 г.).